# Xemeneia (Tarragona)
La Xemeneia és una obra de Tarragona protegida com a Bé Cultural d'Interès Local.

## Descripció
La industrialització significà un canvi radical en el paisatge de la ciutat i la implantació de noves arquitectures industrials com les fumeres. A Tarragona fou el carrer General Contreras i Torres Jordi on s'aixecaren les xemeneies més importants. Cal destacar que el disseny fou obra dels enginyers industrials.
La xemeneia de la plaça del General Domènec Batet probablement fou obra de Josep Pagès. Actualment, està aïllada i presideix amb tota la seva monumentalitat la plaça, malgrat el volum de les noves edificacions.
Tot l'interès de la construcció rau en la construcció de maó i en ser un referent del paisatge de la ciutat.